# بولشویه
بولشویه (انگلیسی: Bolshoye) یک شهرک در بخش پروخوروفسکی استان بلگورود کشور روسیه است.